# Kołaki (województwo podlaskie)
Kołaki – wieś w Polsce położona w województwie podlaskim, w powiecie grajewskim, w gminie Rajgród.
W latach 1975–1998 miejscowość administracyjnie należała do województwa łomżyńskiego.